# Humble Sogn
Humble Sogn er et sogn i Langeland-Ærø Provsti (Fyens Stift).
I 1800-tallet var Humble Sogn et selvstændigt pastorat. Det hørte til Langelands Sønder Herred i Svendborg Amt. Humble sognekommune blev ved kommunalreformen i 1970 indlemmet i Sydlangeland Kommune, der ved strukturreformen i 2007 indgik i Langeland Kommune.
I Humble Sogn ligger Humble Kirke fra Middelalderen, Ristinge Kirke fra 1881 og Kædeby Kirke fra 1885.
I sognet findes følgende autoriserede stednavne:
- Bedehaver (bebyggelse)
- Blandebjerg (bebyggelse)
- Bogetofte (bebyggelse)
- Bogø (areal, bebyggelse)
- Brandsby (bebyggelse, ejerlav)
- Bukø (areal)
- Frederiksberg (landbrugsejendom)
- Hannebjerg Huse (bebyggelse)
- Harnbjerg (bebyggelse)
- Havbølle (bebyggelse, ejerlav)
- Havbølle Mose (bebyggelse)
- Helsned (bebyggelse, ejerlav)
- Helsned Møllevænge (bebyggelse)
- Hesselbjerg (bebyggelse, ejerlav)
- Hesselbjerg Kohave (bebyggelse)
- Humble (bebyggelse, ejerlav)
- Humble Kohave (bebyggelse)
- Humble Ålemose (bebyggelse)
- Kappelsbjerg (bebyggelse)
- Korsehoved (areal)
- Kædeby (bebyggelse, ejerlav)
- Kædeby Haver (bebyggelse)
- Kædebybro (bebyggelse)
- Kædebyhas (bebyggelse)
- Køllenor (vandareal)
- Langø (areal)
- Nyby (bebyggelse)
- Påø (bebyggelse)
- Renehuse (bebyggelse)
- Ristinge (bebyggelse, ejerlav)
- Ristinge Hale (areal, bebyggelse)
- Ristinge Nor (areal, ejerlav)
- Sandby (bebyggelse)
- Skovhave (bebyggelse)
- Skovsgård (ejerlav, landbrugsejendom)
- Storeholm (areal)

Sognet har mod øst en enklave med Skovsgård Gods mellem Lindelse Sogn og Fodslette Sogn. 